# Tanybyrsa
Tanybyrsa is een geslacht van wantsen uit de familie van de Tingidae (Netwantsen). Het geslacht werd voor het eerst wetenschappelijk beschreven door Carl John Drake in 1942.

## Soorten
Het genus bevat de volgende soorten:

- Tanybyrsa ampliata (Hacker, 1927)
- Tanybyrsa cumberi Drake, 1959
- Tanybyrsa secunda (Hacker, 1927)